# Mario Domingo Barletta
Mario Domingo Barletta  (Santa Fe, 30 de diciembre de 1953) es un político, ingeniero y profesor universitario argentino perteneciente a la Unión Cívica Radical. Se desempeñó como rector en la Universidad Nacional del Litoral durante siete años. Luego fue intendente de la ciudad de Santa Fe entre 2007 y 2011. Entre 2011 y 2013, presidió el Comité Nacional de la UCR. Entre principios de 2018 y fines de 2019 fue Embajador Argentino en la República Oriental del Uruguay. Actualmente se desempeña como Diputado Nacional, cargo que ya ejerció entre 2013 y 2017.

## Biografía

### Comienzos
Nació en Santa Fe el 30 de diciembre de 1953, cursó estudios primarios en la Escuela San José y los secundarios en el Colegio de la Inmaculada Concepción. Tiene seis hijos: Mario, Florencia, Juan, María Beatriz, María Alicia y Juana. En 1983 fue nombrado Director del Departamento de Hidrología General y Aplicada del Instituto Superior de Ciencia y Técnica, cargo en el que desempeñó hasta 1985. Asumió como Delegado Normalizador —equiparado a Decano— de la Facultad de Ingeniería y Ciencias Hídricas.[cita requerida]

### Rector de la UNL
El 22 de febrero de 2000 la Asamblea Universitaria lo eligió rector a fin de completar el mandato de Hugo Storero (quien había renunciado a ser Diputado Nacional).    
Por su gestión fue investigado judicialmente en 16 causas por delitos de defraudación y desvío de fondos. En 2001 fue denunciado por el abogado Luis María Velásquez por el manejo presupuestario de la universidad y dos años después por irregularidades en la transferencias de dinero del Rectorado a la Obra Social por más de 600.000 pesos. En ambos casos fue sobreseido en primera instancia por el juez federal Francisco Miño pero posteriormente la Cámara de Apelaciones revocó el sobreseimiento por considerar que no se había cumplido con los pasos que la ley exige y ordenó investigar el hecho en profundidad.
Presidió la Consejo Interuniversitario Nacional hasta octubre de 2000. Fue reelegido como rector de la UNL en noviembre de 2005 hasta diciembre de 2007, cuando asumió como intendente de Santa Fe.

### Intendente de Santa Fe (2007-2011)
Barletta se postuló para el cargo de intendente de la Ciudad de Santa Fe en las elecciones del 2 de septiembre de 2007, en representación del Frente Progresista, Cívico y Social. Barletta le ganó al Partido Justicialista -que venía de gobernar 24 años ininterrumpidos- con el 32,64% de los votos, lo que le otorgó una ligera diferencia, de cerca de 3.000 votos, por delante de los dos candidatos que se presentaban en representación de ese partido: Martín Balbarrey (intendente de entonces, candidato a la reelección), y el independiente Oscar Martínez.
En marzo de 2008 durante la inauguración de las sesiones ordinarias del Concejo Delibertante Barletta presentó el Plan de Desarrollo de la Ciudad. Este plan estaba conformado por cinco secciones: Estado y Gobierno Local; Planeamiento Urbano Ambiental; Producción, Empleo y Crecimiento Económico; Educación, Ciencia y Cultura; Inclusión Social. Durante esa campaña se dio una polémica al utilizar de promotoras con ajustadas calzas con la leyenda “Barletta gobernador”, que fue calificada de sexista. Al hacerse pública, desmintió ser el autor y acusó al PRO y al socialismo. 
En 2013, fue denunciado por cobrar dos sueldos, algo prohibido en la administración pública.
En 2016 tras sy acercamiento a Cambiemos y a pesar de no tener formación diplomática fue designao embajador en Uruguay; en 2018 el Ministerio de Ciencia y Tecnología designó a su hija  Florencia Barletta, en un cargo de Planta de Gabinete y un sueldo bruto de más de 150 mil pesos en medio de fuertes recortes presupuestarios en ciencia; calificandose de nepotismo. Ese mismo año sería indagado por la justicia en una causa donde está vinculado a una causa junto a otros rectores de la Universidad Nacional del Litoral. Se investiga el manejo de fondos públicos con relación al pago de salarios y un desvío para la obra social.
Durante su mandato en enero de 2011 Barletta promulgó el Reglamento de Ordernamiento Urbano fomenta la edificación en el microcentro y las avenidas y pone límites a la altura de edificios en los barrios.
En el área de transporte se firmó un contrato de concesión del sistema de colectivos con la empresa Ersa. Barletta propuso uno sistema de trenes urbanos que complementara a los colectivos con los que contaba la ciudad. En marzo de 2011 Barletta anunció que se había iniciado su construcción. Sin embargo, a pesar de la compra del material rodante, el proyecto nunca llegó a funcionar. El entonces secretario de Transporte de la Nación, Alejandro Ramos, criticó a Barletta indicando que "compró un equipamiento sin tener conocimiento y sin tener un proyecto".
Por su gestión fue investigado judicialmente por delitos de defraudación y desvío de fondos.ref>Galiano, Héctor M. (28 de junio de 2014), «Barletta podría ser indagado por irregularidades durante su gestión en la UNL», Zona crítica, consultado el 16 de diciembre de 2015.</ref>
También en 2017, el periodista Maximiliano Ahumada denunció que 12 millones de pesos fueron girados desde la Municipalidad a asociaciones civiles que se crearon en los últimos años, y cuyos integrantes en su mayoría son afiliados al radicalismo, viven en las mismas direcciones y hacen campaña por Cambiemos. La denuncia expuso una supuesta red de punteros detrás del programa Iniciativas Comunitarias desarrollada por la Intendencia de Santa. En octubre de 2017 las oficinas de la municipalidad fueron allanadas por esta causa, no habiendo sido el intendente notificado de causa judicial en su contra.

En el área de seguridad se creó la Guardia de Seguridad Institucional (GSI), con el objetivo de resguardar los bienes del municipio y de la ciudad. En 2009 se colocaron 38 cámaras de video en el microcentro que son monitoreadas por la GSI y la policía provincial.
Fue acusado de nepotismo por designar a una de sus hijas, María Beatriz «Titi» Barletta, como funcionaria de la intendencia santafesina en 2011.

### Presidente del Comité Nacional de la UCR (2011-2013)
En el 2011, la Unión Cívica Radical se presenta como candidato a gobernador provincia de Santa Fe respaldado por Elisa Carrió, Ricardo Alfonsín, Julio Cobos y Ernesto Sanz. Sin embargo, perdió en las elecciones primarias contra el socialista Antonio Bonfatti en el Frente Progresista Cívico y Social.
Durante noviembre de 2011, se especuló con su candidatura a la presidencia del Comité Nacional de la Unión Cívica Radical, cargo al que accedió, finalmente, el 16 de diciembre de 2011, por decisión unánime de los delegados de la Convención Nacional partidaria[cita requerida]. Su elección se dio a pesar de que Barletta carecía de la condición de Convencional Nacional de la UCR, necesaria para poder ser elegido presidente del partido, por lo cual se supusieron alternativas para ser nombrado. Al renunciar a sus cargos cuatro convencionales partidarios por Santa Fe, se generó su automático nombramiento como convencional del Comité Nacional, lo cual llevó a que pudiera ser elegido presidente del principal órgano partidario. Barletta se desempeñó como presidente del Comité Nacional de la Unión Cívica Radical entre el 16 de diciembre de 2011 y el 13 de diciembre de 2013.
A comienzos de 2013, Barletta consultado sobre la política de alianzas indicó que "el radicalismo no haría un acuerdo con la fuerza política de Mauricio Macri de manera orgánica, y que cualquier dirigente que lo realizara debería irse de la UCR". En junio de ese año, la UCR anunció su acuerdo a nivel nacional junto al Partido Socialista, la Coalición Cívica-ARI y otros partidos para formar el Frente Amplio UNEN.
En las elecciones legislativas de 2013 el Frente Amplio UNEN, con una lista encabezada por Binner y Barletta, se impuso en la provincia de Santa Fe con el 41% de los votos. De esta manera Barletta asumió como diputado Nacional para el período 2013-2017. Ese mismo año fue denunciado por cobrar dos sueldos, uno como secretario privado de un diputado nacional de la UCR y otro como profesor de la UNL, algo prohibido en la administración pública. Barletta llamó a votar por el candidato radical Rodolfo Terragno en las internas del Frente UNEN en Capital Federal.

### Diputado nacional (2013-2017)
En diciembre de 2013 asume su banca como diputado de la nación. Desde su asunción hasta octubre de 2016 presentó un total de 7 proyectos de ley en la cámara baja. Entre estos proyectos se encuentra uno sobre el uso sustentable de bolsas plásticas, la creación del plan marco de políticas públicas para la diversidad sexual, la paridad de género en empresas y sociedades del estado y la ley de presupuestos mínimos de gestión de riesgo y protección civil, entre otras. Fue elegido presidente de la a Comisión de Recursos Naturales y Conservación del Ambiente Humano.
A fines de 2014, Carrió rompe con FAUNEN debido a la negativa del frente de sumar al partido de Mauricio Macri. Al poco tiempo el frente se rompe de forma definitiva y la UCR se une al PRO para formar la alianza Cambiemos. A pesar de este cambio de alianzas a nivel nacional, la UCR sigue integrando el l Frente Progresista, Cívico y Social en Santa Fe. Por esta razón Barletta se presenta como precandidato a la gobernación de Santa Fe enfrentando al socialista Miguel Lifschitz, con quien pierde la interna. Durante esa campaña se dio una polémica al utilizar de promotoras con ajustadas calzas con la leyenda “Barletta gobernador”, que fue calificada de sexista. Al hacerse pública, desmintió ser el autor y acusó al PRO y al socialismo.
Para las elecciones de 2017, la UCR santafesina rompe el FPCyS y se presenta junto al PRO en la alianza Cambiemos. Si bien en un principio se habló de Barletta para encabeza la lista de diputados de Cambiemos, finalmente se optó por Albor Cantard, entonces secretario de Políticas Universitarias.

### Embajador en Uruguay (2018-2019)
En julio de 2017 aceptó el ofrecimiento del presidente Mauricio Macri para ser embajador en Uruguay. Si bien debía esperar a que su pliego fuera tratado por el Senado para asumir el cargo, en enero de 2018 fue designado por decreto de necesidad y urgencia, justificando la medida en que el congreso se encontraba de receso. El pliego fue finalmente aprobado por el Senado en julio de 2018. Antes de asumir expresó que el comercio sería un eje importante de su gestión como embajador, haciendo especial foco en las economías regionales.
En 2018 el MinCyT designó a su hija Florencia Barletta, en un cargo de planta con un sueldo bruto de más de 150 mil pesos en medio de fuertes recortes presupuestarios en ciencia; la oposición lo acusó nuevamente de nepotismo.
Tras la asunción de Alberto Fernández como presidente de la nación Barletta dejó su cargo de Embajador en Uruguay, siendo reemplazado por Alberto Iribarne.